# 柘植友顕
柘植 友顕（つげ ともあき、生没年不詳）は、戦国時代の武将で、織田家家臣。通称玄蕃頭。

## 略歴
『信長公記』等によると、永禄3年（1560年）桶狭間の戦いの時、丹下砦の守将の一人だった 。
信長の家臣である柘植与一との関係は不明だが 、与一を友顕の養子と示す資料もある 。